# 格蒙登县

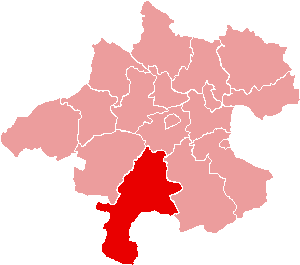
格蒙登县在上奥地利州的位置

格蒙登县（德語：Bezirk Gmunden）是奥地利上奥地利州所辖的一个县。总面积1432.6平方公里，总人口99640，人口密度70人/平方公里（2001年）。行政中心位于格蒙登。

## 行政区域
格蒙登县辖有20个市镇。